# Матч всех звёзд НБА 1951
Матч всех звёзд НБА 1951 года (англ. 1951 NBA All-Star Game) — показательная баскетбольная игра, прошедшая 2 марта 1951 года в Бостоне, штат Массачусетс, США, на домашней арене клуба «Бостон Селтикс» «Бостон-гарден». Эта игра стала 1-м ежегодным матчем всех звёзд в истории Национальной баскетбольной ассоциации. Идея проведения матча всех звёзд НБА возникла во время встречи президента НБА Мориса Подолофа, руководителя отдела по связям с общественностью Хаскеля Коэна и владельца «Бостон Селтикс» Уолтера Брауна. В то время баскетбольный мир был ошеломлён скандалами с подтасовкой результатов игр в студенческом баскетболе. И для того, чтобы привлечь внимание к лиге, Коэн предложил провести показательную игру, наподобие матча всех звёзд МЛБ, в которой бы участвовали лучшие игроки ассоциации. Хотя большинство, включая Подолофа, скептически отнеслись к этой идее, Браун был уверен в успехе этого мероприятия. Он также предложил принять матч и покрыть все расходы на его проведение.
В матче всех звёзд НБА команда Восточного дивизиона одержала победу над командой Западного дивизиона со счётом 111:94. Титул самого ценного игрока матча получил Эд Маколи. Сама игра стала довольно успешной, собрав 10 094 зрителей, что было намного больше чем средняя посещаемость сезонных игр, составляющая около 3500 человек.

## История
В начале 1950-х годов популярность профессионального баскетбола в США была не слишком высока, уступая таким видам спорта, как американский футбол, бейсбол, бокс и даже студенческому баскетболу. Однако в это же время разразился ряд скандалов в студенческом баскетболе, связанных с подтасовкой результатов матчей. Поэтому руководство НБА стало искать пути повышения своей популярности. В 1951 году президент НБА Морис Подолоф нанял на пост руководителя отдела по общественным отношениям Хаскеля Коэна. В том же году, на одной из встреч Подолофа, владельца «Бостон Селтикс» Уолтера Брауна и Коэна, последний предложил идею проведения показательной игры, наподобие матча всех звёзд МЛБ, в которой бы участвовали лучшие игроки ассоциации. Хотя большинство владельцев клубов и Подолоф, скептически отнеслись к этой идее, Браун был уверен в успехе такого мероприятия. Он также предложил провести матч на своей арене «Бостон-гарден» и покрыть все расходы на его проведение. Несмотря на оптимизм Брауна, ещё за неделю до матча не было точно известно, состоится ли он, так как Подолоф хотел отменить его, чтобы окончательно не испортить лицо ассоциации, когда никто не придёт на игру. Это могло окончательно подорвать репутацию молодой лиги и опозорить её лучших игроков. Коэн также предложил дать небольшой подарок игрокам, которые будут участвовать в игре. Подолоф согласился, с условием, что подарки будут стоить не дороже 2,25 долларов каждый. Позже Коэну удалось заключить договор с местным магазином и каждый игрок получил по телевизору. Каждый баскетболист также получил по 100 долларов за своё выступление (тренеры получили по 50 долларов). Несмотря на то, что Браун организовал и оплатил проведение матча, сам он не присутствовал на нём. В это время он на корабле «Queen Elizabeth» плыл в Париж, где должен был состояться хоккейный турнир.

## Игроки
Состав команд матча всех звёзд определялся спортивными журналистами из городов, имеющих клубы НБА, которые не могли выбирать баскетболистов, представляющих их город. Игроки выбирались без учёта их амплуа. 13 февраля президентом НБА Морисом Подолофым были объявлены составы команд. По десять баскетболистов из каждого дивизиона было выбрано, чтобы представлять Западный и Восточный дивизион. Винс Борила, Эд Маколи, Дик Макгвайр и Дольф Шейес единогласно были выбраны в команду Востока. Фрэнк Брайан, Ральф Бирд, Боб Дэвис, Алекс Гроза и Джордж Майкен стали представителями команды Запада. В команду Востока также вошли Боб Коузи, Джо Фулкс, Энди Филлип, Пол Аризин, Гарри Галлатин и Рэд Роча; а в команду Запада — Джим Поллард, Дуайт Эддлеман, Ларри Фост, Верн Миккелсен и Фред Шаус. Наибольшее представительство в матче имели клубы «Филадельфия Уорриорз», «Нью-Йорк Никс» и «Миннеаполис Лейкерс» — по 3 человека. В состав участников вошло трое новичков, пришедших в лигу на драфте 1950 года: Пол Аризин, Боб Коузи и Ларри Фост. Два игрока, Кен Мюррей и Арни Райзен, были выбраны запасными для команд Востока и Запада соответственно. Они могли принять участие в матче, если кто-нибудь из 20 основных игроков не смог бы принять участие в игре. Стартовые составы определялись тренерами команд. Среди игроков не было ни одного чернокожего баскетболиста (впервые темнокожий баскетболист появился только на матче всех звёзд 1953 года).
Тренерами на матче всех звёзд НБА были выбраны наставники, чьи команды имели самый большой процент побед в каждом дивизионе исходя из статистики на 18 февраля 1951 года, за 2 недели до игры. Команду Западного дивизиона возглавил главный тренер «Миннеаполис Лейкерс» Джон Кундла. На 18 февраля «Лейкерс» одержали 36 побед и потерпели 18 поражений — лучшее соотношение побед к поражениям в Западном дивизионе. Наставником команды Востока стал тренер «Нью-Йорк Никербокерс» Джо Лэпчик. На 18 февраля «Никербокерс» показали результат 31-21, что являлось лучшим показателем в Восточном дивизионе и вторым показателем во всей лиге.
| Поз.                                              | Игрок             | Команда              |
| Стартовая пятёрка                                 | Стартовая пятёрка | Стартовая пятёрка    |
| ------------------------------------------------- | ----------------- | -------------------- |
| З                                                 | Боб Коузи         | Бостон Селтикс       |
| Ф/Ц                                               | Джо Фулкс         | Филадельфия Уорриорз |
| Ц/Ф                                               | Эд Маколи         | Бостон Селтикс       |
| З/Ф                                               | Энди Филлип       | Филадельфия Уорриорз |
| Ф/Ц                                               | Дольф Шейес       | Сиракьюс Нэшнлз      |
| Запасные игроки                                   |                   |                      |
| Ф/З                                               | Пол Аризин        | Филадельфия Уорриорз |
| Ф                                                 | Винс Борила       | Нью-Йорк Никербокерс |
| Ф/Ц                                               | Гарри Галлатин    | Нью-Йорк Никербокерс |
| З                                                 | Дик Макгвайр      | Нью-Йорк Никербокерс |
| Ц/Ф                                               | Рэд Роча          | Балтимор Буллетс     |
| Резервист                                         |                   |                      |
| З/Ф                                               | Кен Мюррей        | Форт-Уэйн Пистонс[a] |
| Главный тренер: Джо Лэпчик (Нью-Йорк Никербокерс) |                   |                      |

| Поз.                                             | Игрок             | Команда                |
| Стартовая пятёрка                                | Стартовая пятёрка | Стартовая пятёрка      |
| ------------------------------------------------ | ----------------- | ---------------------- |
| З                                                | Ральф Бирд        | Индианаполис Олимпианс |
| З/Ф                                              | Боб Дэвис         | Рочестер Роялз         |
| Ц                                                | Алекс Гроза       | Индианаполис Олимпианс |
| Ц                                                | Джордж Майкен     | Миннеаполис Лейкерс    |
| Ф/Ц                                              | Джим Поллард      | Миннеаполис Лейкерс    |
| Запасные игроки                                  |                   |                        |
| З                                                | Фрэнк Брайан      | Три-Ситиз Блэкхокс     |
| Ф/З                                              | Дуайт Эддлеман    | Три-Ситиз Блэкхокс     |
| Ф/Ц                                              | Ларри Фост        | Форт-Уэйн Пистонс      |
| Ф/Ц                                              | Верн Миккелсен    | Миннеаполис Лейкерс    |
| Ф                                                | Фред Шаус         | Форт-Уэйн Пистонс      |
| Резервист                                        |                   |                        |
| Ц/Ф                                              | Арни Райзен       | Рочестер Роялз         |
| Главный тренер:Джон Кундла (Миннеаполис Лейкерс) |                   |                        |

a  Когда оглашались составы команд, Кен Мюррей был членом клуба Восточного дивизиона «Балтимор Буллетс». 15 февраля он перешёл в клуб «Форт-Уэйн Пистонс», представляющий Западный дивизион.

## Матч

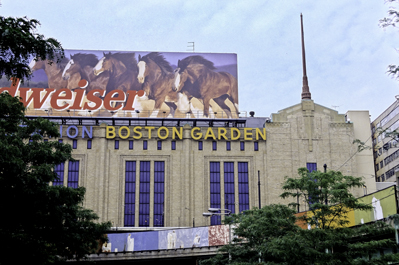
«Бостон-гарден» принимал первый в истории матч всех звёзд НБА.

Организаторы оплатили игрокам дорогу до Бостона. По приезде в город баскетболисты собрались в ресторане Union Oyster House, чтобы поесть и выпить пива. Френк Брайан позже вспоминал, что игроки чувствовали себя как короли по дороге в Бостон. Все очень гордились тем, что именно их выбрали для участия в матче. В пятницу, 2 марта 1951 года, 10 094 человек пришло в «Бостон-гарден», чтобы посмотреть первый в истории матч всех звёзд НБА. Тренеры команд встретили своих подопечных лишь в раздевалках, незадолго до начала разминки. Там же, в раздевалках, у игроков взяли небольшое интервью. Наставник команды Запада, Джон Кундла, позже признался, что немного испугался того, что ему придётся руководить столькими звёздами в одной команде. Поэтому за то время, что у него было, он набросал игрокам несколько простых схем игры. К счастью для него, в команде было три игрока из «Миннеаполис Лейкерс», поэтому его заготовки сработали хорошо. Обе команды довольно сильно отличались между собой по стилю игры. Так в команде Запада были такие специалисты игры в передней линии как Майкен, Миккельсен, Гроза и Фост, а также защитники Бирд и Дэвис, которые могли уйти в быстрый прорыв при любом удобном случае. В команде же Востока превалировали специалисты средней дистанции, такие как Коузи, Филлип и Макгвайр. Таким образом, ожидалось противостояние силового баскетбола против скорости. Для тренера команды Востока основной проблемой был центровой оппонентов Джордж Майкен. Поэтому против него Лэпчик выставил Эда Маколи, который обычно показывал хорошую игру против Майкена и, когда они играли друг против друга, их статистические показатели были примерно равны. Эд сказал своим товарищам по команде: «Я собираюсь играть против него. Помогите мне».
В матче команда Востока победила Запад со счётом 111:94, с разрывом в 17 очков. Игроки начали демонстрировать свои умения уже со старта. Первое противостояние между Майкеном и Маколи произошло уже во время стартового сбрасывание, которое выиграл последний. Игроки Востока смогли быстро перевести мяч на сторону противника и Дольф Шейес открыл счёт в игре, выполнив точный бросок со средней дистанции. Команда Востока, используя более скоростной состав, задала быстрый темп игры. Уже после первой четверти Восток вышел вперёд на 9 очков, а к середине матча лидировал с разрывом в 11 очков. Такая ситуация продолжилась до самого конца игры. Игрок «Селтикс» Эд Маколи стал самым результативным игроком, набрав 20 очков. Он также успешно сыграл в защите против игрока «Лейкерс» Джорджа Майкена. Сильная опека не давала Майкену часто быть открытым, поэтому его партнёры чаще сами бросали мяч в кольцо или давали пасы другим игрокам, чем переводили его в борьбу под кольцо. Такая игра Маколи привела к тому, что Майкен смог забить всего 4 раза с игры. Таким образом за весь матч Майкен набрал всего 12 очков и сделал 11 подборов. В команде Запада самым результативным игроком стал Алекс Гроза, набравший 17 очков. Дольф Шейес из «Сиракузы Нэшионалз» набрал 15 очков и сделал рекордные в игре 14 подборов, а Дик Макгвайр сделал 10 результативных передач. Два игрока Востока, Джо Фулкс и Пол Аризин, набрали по 19 и 15 очков соответственно. В игре не было выполнено ни одного броска сверху, в отличие от современных матчей всех звёзд.
| 2 марта, 1951 года |                            | Восточная конференция | 111:94                    | Западная конференция | Бостон-гарден, Бостон, Массачусетс Зрителей: 10 094 Судьи: - Пэт Кеннеди - Чарли Экман |
| 2 марта, 1951 года | 31:22, 22:20, 30:22, 28:30 |                       |                           |                      | Бостон-гарден, Бостон, Массачусетс Зрителей: 10 094 Судьи: - Пэт Кеннеди - Чарли Экман |
| 2 марта, 1951 года | Эд Маколи 20               | Очки                  | Алекс Гроза 17            |                      | Бостон-гарден, Бостон, Массачусетс Зрителей: 10 094 Судьи: - Пэт Кеннеди - Чарли Экман |
| 2 марта, 1951 года | Дольф Шейес 14             | Подборы               | Алекс Гроза 13            |                      | Бостон-гарден, Бостон, Массачусетс Зрителей: 10 094 Судьи: - Пэт Кеннеди - Чарли Экман |
| 2 марта, 1951 года | Дик Макгвайр 10            | Передачи              | Боб Дэвис, Джим Поллард 5 |                      | Бостон-гарден, Бостон, Массачусетс Зрителей: 10 094 Судьи: - Пэт Кеннеди - Чарли Экман |

## Статистика
| Звёзды Западной конференции |                        |        |        |       |     |     |     |     |
| Стартовая пятёрка           | Клуб                   | MIN    | FG     | FT    | TRB | AST | PTS | PTS |
| Ральф Бирд                  | Индианаполис Олимпианс | н/д    | 3-8    | 0-3   | 3   | 2   | 1   | 6   |
| Боб Дэвис                   | Рочестер Роялз         | н/д    | 4-6    | 5-5   | 5   | 5   | 3   | 13  |
| Джим Поллард                | Миннеаполис Лейкерс    | н/д    | 2-11   | 0-0   | 4   | 5   | 1   | 4   |
| Алекс Гроза                 | Индианаполис Олимпианс | н/д    | 8-16   | 1-1   | 13  | 1   | 5   | 17  |
| Джордж Майкен               | Миннеаполис Лейкерс    | н/д    | 4-17   | 4-6   | 11  | 3   | 2   | 12  |
| Запасные игроки             |                        |        |        |       |     |     |     |     |
| Фрэнк Брайан                | Три-Ситиз Блэкхокс     | н/д    | 5-14   | 4-5   | 6   | 3   | 2   | 14  |
| Дуайт Эддлеман              | Три-Ситиз Блэкхокс     | н/д    | 2-9    | 3-5   | 0   | 3   | 3   | 7   |
| Ларри Фост                  | Форт-Уэйн Пистонс      | н/д    | 1-6    | 0-0   | 5   | 2   | 3   | 2   |
| Верн Миккелсен              | Миннеаполис Лейкерс    | н/д    | 4-11   | 3-4   | 9   | 1   | 3   | 11  |
| Фред Шаус                   | Форт-Уэйн Пистонс      | н/д    | 2-9    | 4-4   | 4   | 2   | 3   | 8   |
| Всего                       |                        | 240:00 | 35-107 | 24-33 | 60  | 27  | 25  | 94  |
| Главный тренер              | Джон Кундла            |        |        |       |     |     |     |     |

| Звёзды Восточной конференции |                      |        |       |       |     |     |     |     |
| Стартовая пятёрка            | Клуб                 | MIN    | FG    | FT    | TRB | AST | PTS | PTS |
| Боб Коузи                    | Бостон Селтикс       | н/д    | 2-12  | 4-5   | 9   | 8   | 3   | 8   |
| Джо Фулкс                    | Филадельфия Уорриорз | н/д    | 6-15  | 7-9   | 7   | 3   | 5   | 19  |
| Эд Маколи                    | Бостон Селтикс       | н/д    | 7-12  | 6-7   | 6   | 1   | 3   | 20  |
| Энди Филлип                  | Филадельфия Уорриорз | н/д    | 3-8   | 0-0   | 10  | 8   | 1   | 6   |
| Дольф Шейес                  | Сиракьюс Нэшнлз      | н/д    | 7-10  | 1-2   | 14  | 3   | 1   | 15  |
| Запасные игроки              |                      |        |       |       |     |     |     |     |
| Пол Аризин                   | Филадельфия Уорриорз | н/д    | 7-12  | 1-2   | 7   | 0   | 2   | 15  |
| Винс Борила                  | Нью-Йорк Никербокерс | н/д    | 4-6   | 1-1   | 2   | 2   | 3   | 9   |
| Гарри Галлатин               | Нью-Йорк Никербокерс | н/д    | 2-4   | 1-1   | 5   | 2   | 4   | 5   |
| Дик Макгвайр                 | Нью-Йорк Никербокерс | н/д    | 3-4   | 0-0   | 5   | 10  | 2   | 6   |
| Рэд Роча                     | Балтимор Буллетс     | н/д    | 2-10  | 4-4   | 2   | 3   | 2   | 8   |
| Всего                        |                      | 240:00 | 43-93 | 25-31 | 67  | 40  | 26  | 111 |
| Главный тренер               | Джо Лэпчик           |        |       |       |     |     |     |     |

## После игры
Хотя вместимость «Бостон-гардена» составляла около 18 000, приход более 10 000 человек на матч стал большим успехом (средняя посещаемость домашних игр «Селтикс» была 5000-6000 человек). Эд Маколи так прокомментировал матч: «Это была игра и она понравилась болельщикам. Владельцы были в экстазе. Предполагался возможный провал, но, в итоге, все были счастливы, кроме Запада». Владельцы и игроки остались довольны тем, что игра позволила поднять популярность лиги, а последние ещё и тем, что смогли заработать. Хотя, по словам Галлатина, они даже были готовы играть бесплатно, зарплата в 100 долларов в то время запомнилась им больше, чем перстни в последующих играх. В финансовом плане матч также стал успешным: чистый доход от его проведения составил 10 941 долларов. Матч также позволил игрокам, которые никогда не играли друг с другом, лучше узнать своих противников с другой стороны. Так, Маколи и Галлатин, представляющие два враждующих клуба — «Селтикс» и «Никс» после игры стали хорошими друзьями и, по окончании игровой карьеры, живя недалеко друг от друга, часто виделись. После игры Морис Подолоф разослал всем игрокам поздравительные письма, где поздравил их с участием в матче и их хорошим выступлением в нём. Джон Миккельсен сохранил это письмо, а также майку и кроссовки в которых он выступал. Впоследствии, 12 из 20 участников матча, а также два тренера будут введены в Зал славы баскетбола.
У нас была лучшая игра на планете. Мы сделали большой шаг вперед (в 1951 году), и мы все рады быть его частью.Боб Коузи
В 1953 году, во время третьего матча всех звёзд, руководство НБА решило учредить титул самого ценного игрока матча. Ретроспективно также были выбраны МВП матчей всех звёзд 1951 и 1952 годов. Голосование было проведено среди спортивных журналистов и самым ценным игроком матча всех звёзд 1951 года был выбран Эд Маколи. В 2003 году, когда стало известно, что Маколи ничего не получил за своё достижение, руководство НБА решило выслать ему награду. Она была выслана в родной университет Маколи — университет Сент-Луиса, где прошло небольшое мероприятие по этому поводу.
В октябре 2009 года в Сиракьюсах проходил банкет, посвященный Дольфу Шейесу. По этому случаю НБА выслало несколько старых записей с его участием. Одной из них был небольшой обзор первого матча всех звёзд. Просматривая её, сын Дольфа, Денни Шейес, обратил внимание, что первый мяч в игре забил именно его отец. Денни Шейес обратился к главному вице-президенту НБА по развлечениям Чарли Розенцвейгу с просьбой признать его отца баскетболистом, забившим первый мяч в матчах всех звёзд и провести небольшую церемонию во время ближайшего матча всех звёзд в Лос-Анджелесе. Его отец скептически отнесся к тому, что НБА сделает это, однако сказал, что был бы рад, если бы НБА провело небольшую церемонию, посвящённую оставшимся в живых баскетболистам, игравшим в матче 1951 года. На тот момент кроме него в живых остались Маколи, Борила, Коузи, Брайан, Галлатин и Миккелсен и их возраст составлял от 82 до 87 лет. Все были согласны с идеей Дольфа Шейеса кроме Борилы, который сказал: «Нет ничего хуже, чем парень, который когда-то играл. Мы кучка погасших звёзд.». 20 февраля 2011 года, во время матча всех звёзд НБА в Лос-Анджелесе, была проведена небольшая церемония чествования Шейеса за его достижение.
Успех первого матча всех звёзд сделал это событие ежегодным. Уже через год, 11 февраля 1952 года, состоялся второй матч всех звёзд НБА, который опять прошёл в Бостоне. На третий год игра переехала на арену клуба Западного дивизиона — в Форт-Уэйн, где команда Запада смогла одержать свою первую победу. Рост популярности НБА и матча всех звёзд привёл к тому, что в 1964 году игра впервые транслировалась по телевидению. В 1984 году частью матча всех звёзд стал конкурс бросков сверху, ещё через два года был основан конкурс трёхочковых бросков, а вскоре и матч новичков. В настоящее время звёздный уикенд длится три дня — с пятницы по воскресенье. Также было изменено правило выбора игроков, если раньше их выбирал тренер, то теперь стартовая пятёрка выбирается голосованием среди болельщиков. Посещаемость современных матчей всех звёзд иногда переваливает за 100 000 человек, что, если сравнивать с первым матчем, по словам Шейеса «другая планета». Однако в его время матчи всех звёзд были более командно-ориентированы, чем сегодняшние. И игроки в каждой атаке делали более трёх, четырёх передач. Он также считает, что основатели НБА были бы немного разочарованы современной лигой, так как хотели, чтобы даже маленькие дети могли сходить на игру, а при современных ценах на билетах они могут рассчитывать увидеть матчи только с балкона. По мнению Фрэнка Брайана: «Современные игроки намного лучше, чем были они. Трудно поверить в то, что они могут делать».